# 新生堂薬店 (広島県)
有限会社新生堂薬店（しんせいどうやくてん）は、医薬品の卸売・小売を中心とする日本の企業であった。現在は小売専門である。

## 概要
- 卸部門は広島県広島市鉄砲町7-27
- 社長・中野芳美
- 資本金　150万円
- 昭和26年設立

## 主な取引メーカー
- 塩野義製薬
- 明治商会（現在・明治製菓）
- 森下製薬（現在・アベンティス）
- 持田製薬